# Chiesa di San Benedetto (Atessa)
La chiesa di San Benedetto è sita a Piazzano, frazione di Atessa, nella Val di Sangro.

## Storia
Le origini della chiesa di Piazzano risalgono al 1939 quando il signor Vito Battilani formò una commissione per la costruzione di una cappella rurale, aprendo un libretto di risparmio presso l'ufficio postale di Piazzano. La vera ideatrice fu però sua moglie Giuseppina Pedroni che dopo la morte del piccolo Antonio, loro unico figlioletto, avvenuta nel 1931 a soli 10 anni, desiderava costruire una chiesa in onore di Sant'Antonio. I primi tentativi furono fatti tra 1940 e il 1942 con la richiesta all'Ente Tratturi il permesso di costruirla sul tratturo Centurelle-Montesecco ma la costruzione non andò in porto. 

Nel 1954, sempre su invito della Battilani, fu provvisoriamente sistemata dal parroco don Giorgio Falzoni una cappella dedicata al Sacro Cuore in un locale della famiglia Piermattei, dietro il primitivo ufficio postale. 

Don Luciano Cicchitti, nel 1960, ad un anno dalla sua nomina a parroco, facendo costruire l'asilo di Piazzano, spostò la cappella nel suo atrio, collocandovi una statua della Madonna di Lourdes e sistemandovi esternamente una campana. 

La posa della prima pietra della chiesa attuale, dedicata a San Benedetto, avvenne sabato 25 novembre 1972, primi vespri della solennità di Cristo Re, effettuata dall'Arcivescovo di Chieti e Amministratore di Vasto Mons. Vincenzo Fagiolo e collocata perpendicolarmente alla croce della cupola. Presenti al rito anche Mons. Benedetto Falcucci di Atessa e il Ministro della sanità Remo Gaspari.
La chiesa faceva parte di un Centro Sociale realizzato dal Consorzio di Bonifica del Sangro e dell'Aventino di Lanciano, finanziato dalla Cassa per il Mezzogiorno. 
Progettisti della chiesa furono l'ingegnere Florindo Carabba e il geometra Sebastiano Catania. 

La chiesa fu inaugurata il 28 dicembre 1975 dallo stesso mons. Vincenzo Fagiolo con la prima Comunione di 28 bambini e la benedizione di due nuove campane fuse dalla ditta Marinelli di Agnone. Coronamento della costruzione il mosaico della facciata, disegnato e realizzato da Bruno Zenobio che lo terminò nel 1979, pochi giorni prima della morte di don Luciano. 

Gli interni della chiesa sono stati completamente ristrutturati nel 1998, su progetto del parroco Claudio Pellegrini e il 28 dicembre dello stesso anno la chiesa viene dedicata da mons. Edoardo Menichelli, arcivescovo metropolita di Chieti-Vasto. 

Il 13 aprile 2007 la chiesa e la casa canonica sono state riscattate dal Consorzio di bonifica, ancora proprietaria del Centro sociale, con i fondi messi a disposizione dall'arcidiocesi di Chieti–Vasto, e sono ora di proprietà della parrocchia di San Vincenzo, alla quale la chiesa appartiene. San Benedetto viene festeggiato ogni anno la seconda domenica di luglio. Molto sentita anche la festa di San Martino, la seconda domenica di novembre, con la sua fiera di merci.

## Descrizione

### Mosaico
La facciata della chiesa è caratterizzata dal mosaico in cui è raffigurato San Benedetto. Dopo la morte, in ricordo di don Luciano Cicchitti, il personaggio a destra di San Benedetto porta il suo volto, raffigurato con una vanga in mano che simbolicamente costruisce le fabbriche della zona. Il personaggio a sinistra del Santo raffigura Alfredo Pinelli, proprietario della P.V. meccanica, storica industria di Saletti.

### Interno
L'interno, dalle tinte calde e avvolgenti, con appliques e grande lampadario in ferro battuto, presenta raffigurazioni evangeliche monocromatiche realizzate dalla pittrice locale Eleonora Maiolo. L'altare, l'ambone, la via crucis e il candelabro pasquale sono opere in pietra dello scultore locale Nicola Farina.
Sull’altare si trova la statua in resina di Cristo che ascende al cielo, con scena dipinta, affiancata da sei vetrate raffiguranti, partendo da sinistra, S. Elena regina, S. Antonio di Padova, S. Benedetto da Norcia, S. Camillo De Lellis, S. Gabriele dell’Addolorata e S. Rocco.

### Altro
Esternamente si può ammirare il monumento alla Madonna dei miracoli, eretto a ricordo della visita che la statua proveniente dal santuario di Casalbordino fece alla parrocchia nel 1998 e il monumento a don Luciano Cicchiti, realizzato nel 1980, anno successivo alla sua prematura morte. Il campanile si presenta esile e svettante con l'orologio. A destra della chiesa si trova un'aiuola con due aratri che insieme alla scuola adiacente e alla croce in ferro battuto della piazza, richiamano i tre strumenti (croce-Fede, scuola-cultura, aratro-lavoro) con i quali i monaci benedettini civilizzarono l'Europa. Vi si trova anche una nicchietta, sempre sulla destra della chiesa, con all'interno una scultura del Sacro Cuore.